# كله جوب سفلي (مقاطعة غيلانغرب)
كله‌جوب سفلي (بالفارسية: کله‌جوب سفلی) هي قرية تقع في منطقة مركزية ريفية في إيران. يقدر عدد سكانها بـ 217 نسمة .